# Rob Marshall
Rob Marshall (Madison, 17 ottobre 1960) è un regista e coreografo statunitense.
È stato candidato ai Premi Oscar nel 2003 per aver diretto il musical campione d'incassi Chicago. Inoltre ha ricevuto 5 candidature ai Tony Awards, 4 per la coreografia e 1 per la regia. Nel 2018 viene scelto come regista del sequel del celebre film Disney  Mary Poppins, intitolato Il ritorno di Mary Poppins.

## Carriera
Dopo diversi anni come coreografo di Broadway (Victor/Victoria) e regista televisivo (Annie - Cercasi genitori), si fa conoscere al grande pubblico internazionale con Chicago, per il quale mette insieme un cast di attori celebri come Renée Zellweger, Catherine Zeta-Jones, Richard Gere, John C. Reilly e Queen Latifah. Il film ottiene un notevole successo di pubblico, tanto che vincerà l'Oscar al miglior film e gli permette nel 2005 di girare Memorie di una geisha con Zhang Ziyi, Gong Li, Michelle Yeoh e Ken Watanabe che si rivela essere un buon successo commerciale. 
Nel 2009 è uscito il suo terzo film: Nine, un omaggio a 8½ di Federico Fellini, che conta ancora una volta un ricco cast: Daniel Day-Lewis, Penélope Cruz, Nicole Kidman, Judi Dench, Marion Cotillard, Kate Hudson, Fergie e Sophia Loren. Nonostante un cast così prestigioso il film si rivela uno dei più grossi fiaschi commerciali degli ultimi anni.
Rob Marshall dirige il quarto capitolo della saga dei Pirati dei Caraibi, intitolato Pirati dei Caraibi - Oltre i confini del mare, sostituendo Gore Verbinski alla regia. Nel cast oltre a Johnny Depp, anche: Penélope Cruz, Ian McShane, Geoffrey Rush, Kevin McNally, Stephen Graham, Sam Claflin, Àstrid Bergès-Frisbey, Richard Griffiths, Greg Ellis, Damian O'Hare, Óscar Jaenada e Keith Richards. Il film incassato 1.046 milioni di dollari, diventando il secondo film più proficuo della saga dopo Pirati dei Caraibi - La maledizione del forziere fantasma..
Nel 2014 dirige, sempre per la Disney, il musical Into the Woods che, con un cast stellare che comprende Meryl Streep, James Corden, Emily Blunt, Chris Pine, Anna Kendrick e Johnny Depp, si rivela essere un grande successo di pubblico e di critica. Il film, costato 50 milioni di dollari, ne incassa 205 milioni di dollari in tutto il mondo, viene candidato al Golden Globe 2015 come miglior film commedia/musical e farà ricevere alla Streep la sua 19ª nomination all'Oscar. Nel 2015 la Disney gli affida l'incarico di dirigere il sequel di Mary Poppins, ovvero Il ritorno di Mary Poppins. 
Nel dicembre del 2017, la Disney  stava prendendo in considerazione Marshall per dirigere l'adattamento live-action La sirenetta,  la cui direzione  è stata ufficialmente  confermata nel dicembre 2018. 

## Vita privata
A partire dal 2007, il regista convive col compagno, il produttore John DeLuca, a New York.

## Filmografia

### Regista

#### Cinema
- Chicago (2002)
- Memorie di una geisha (Memoirs of a Geisha) (2005)
- Nine (2009)
- Pirati dei Caraibi - Oltre i confini del mare (Pirates of the Caribbean: On Stranger Tides) (2011)
- Into the Woods (2014)
- Il ritorno di Mary Poppins (Mary Poppins Returns) (2018)
- La sirenetta (The Little Mermaid) (2023)

#### Televisione
- Annie - Cercasi genitori (Annie) – film TV (1999)
- The Kennedy Center Honors: A Celebration of the Performing Arts  – special TV (2001)
- Tony Bennett: An American Classic – special TV(2006)

### Produttore
- Nine (2009)
- Into the Woods (2014)
- Il ritorno di Mary Poppins (Mary Poppins Returns) (2018)
- La sirenetta (The Little Mermaid)  (2023)

## Riconoscimenti
- Premio Oscar
  - 2003 – Candidatura al miglior regista per Chicago
- Golden Globe
  - 2003 – Candidatura al miglior regista per Chicago
- Premio BAFTA
  - 2003 – Candidatura al miglior regista per Chicago
- David di Donatello
  - 2003 – Candidatura al miglior film straniero per Chicago
- Premio Emmy
  - 1997 – Candidatura alla miglior coreografia per Mamma Natale
  - 1998 – Candidatura alla miglior coreografia per Cinderella
  - 2000 – Miglior coreografia per Annie - Cercasi genitori
  - 2000 – Candidatura alla miglior regia di un film TV per Annie - Cercasi genitori
- Tony Award
  - 1993 – Candidatura alla miglior coreografia per Kiss of the Spider Woman
  - 1994 – Candidatura alla miglior coreografia per Damn Yankees
  - 1994 – Candidatura alla miglior coreografia per She Loves Me
  - 1998 – Candidatura alla miglior coreografia per Cabaret
  - 1998 – Candidatura alla miglior regia di un musical per Cabaret
  - 1999 – Candidatura alla miglior coreografia per Little Me